# Lichtenstein (Württemberg)
Lichtenstein ist eine Gemeinde in Baden-Württemberg mit 9314 Einwohnern (Stand: 30. Juni 2022). Sie gehört zur Region Neckar-Alb und zur Randzone der europäischen Metropolregion Stuttgart. Sie befindet sich am Albtrauf, dem steil abfallenden Nordrand der mittleren Schwäbischen Alb, etwa zehn Kilometer südlich der Kreisstadt Reutlingen. Sitz der Gemeindeverwaltung ist der Ortsteil Unterhausen. Lichtenstein ist mit 7,3 % seiner Gemarkungsfläche Teil des Biosphärengebiets Schwäbische Alb. Der Name der Gemeinde ist abgeleitet von ihrem bekanntesten Wahrzeichen, dem auf einem Felsvorsprung am Albrand gelegenen Schloss Lichtenstein über der westlichen Flanke des oberen Echaztals.

## Geographie

### Geographische Lage
Die Ortsteile Honau und Unterhausen liegen im Tal der Echaz, einem direkt unterhalb des Albtraufs in Honau entspringenden 23 Kilometer langen Nebenfluss des Neckars. Dagegen befindet sich der östliche Ortsteil Holzelfingen mit den etwas abgelegenen Weilern Göllesberg und dem zu Honau gehörenden Traifelberg schon auf der etwa 200 bis 300 m höher gelegenen Hochfläche der Schwäbischen Alb. An den größten Ortsteil Unterhausen sind Holzelfingen und Traifelberg durch die Albaufstiege Holzelfinger Steige und Honauer Steige (Passage der Bundesstraße 312) angebunden. Auch die Honau und Unterhausen zugeordneten touristisch bedeutendsten Ausflugsziele der Gemeinde, das Schloss Lichtenstein und die Nebelhöhle, gelegen im westlichen Teil der Gemarkung, liegen in von Mischwald geprägten, hügeligen Gebieten der so genannten Mittleren Kuppenalb auf der Albhochfläche. Auf dem nahegelegenen Gießstein befindet sich der Sender Unterhausen.

### Nachbargemeinden
An Lichtenstein grenzen vier Gemeinden, die ebenfalls zum Landkreis Reutlingen gehören. Im Norden, größtenteils zum Albvorland gehörend, liegt die Stadt Pfullingen; die weiteren Nachbargemeinden befinden sich auf der Albhochfläche: Im Osten St. Johann, im Süden Engstingen und im Westen Sonnenbühl.

### Gemeindegliederung
Die drei früheren Gemeinden Holzelfingen, Honau und Unterhausen bilden die Ortsteile der Gemeinde Lichtenstein. Die beiden Ortsteile Honau und Holzelfingen bilden zugleich Ortschaften im Sinne der baden-württembergischen Gemeindeordnung mit jeweils eigenem Ortschaftsrat und Ortsvorsteher als dessen Vorsitzender.
Zum Ortsteil Holzelfingen gehört das Dorf Holzelfingen mit der Burg Greifenstein. Zum Ortsteil Honau gehören das Dorf Honau, Schloss Lichtenstein und die Wohnsiedlung Traifelberg am Albtrauf gelegen. Zum Ortsteil Unterhausen gehören das Dorf Unterhausen und die Wohnsiedlung Göllesberg, die Gemeinde Oberhausen ist in Unterhausen aufgegangen und wurde 1975 aufgehoben.
Im Ortsteil Holzelfingen liegen die abgegangene Burg Heideck und das abgegangene Gehöft Traifelberg. Im Ortsteil Honau liegt die Wüstung Feilenschmiede und im Ortsteil Unterhausen liegen die abgegangenen Burgen Burgstein, Greifenstein, Stahleck und nicht gesichert Hochbidegg.
Die Höhenangaben und Einwohnerzahlen (Stand 30. Juni 2022) der Ortsteile im Einzelnen (Höhenangaben: durchschnittliche Höhe; Einwohnerzahlen):
- Holzelfingen (700 m ü. NN) mit 1367 Einwohnern
- Honau (565 m ü. NN) mit 978 Einwohnern
- Unterhausen (507 m ü. NN) mit 6969 Einwohnern

## Geschichte

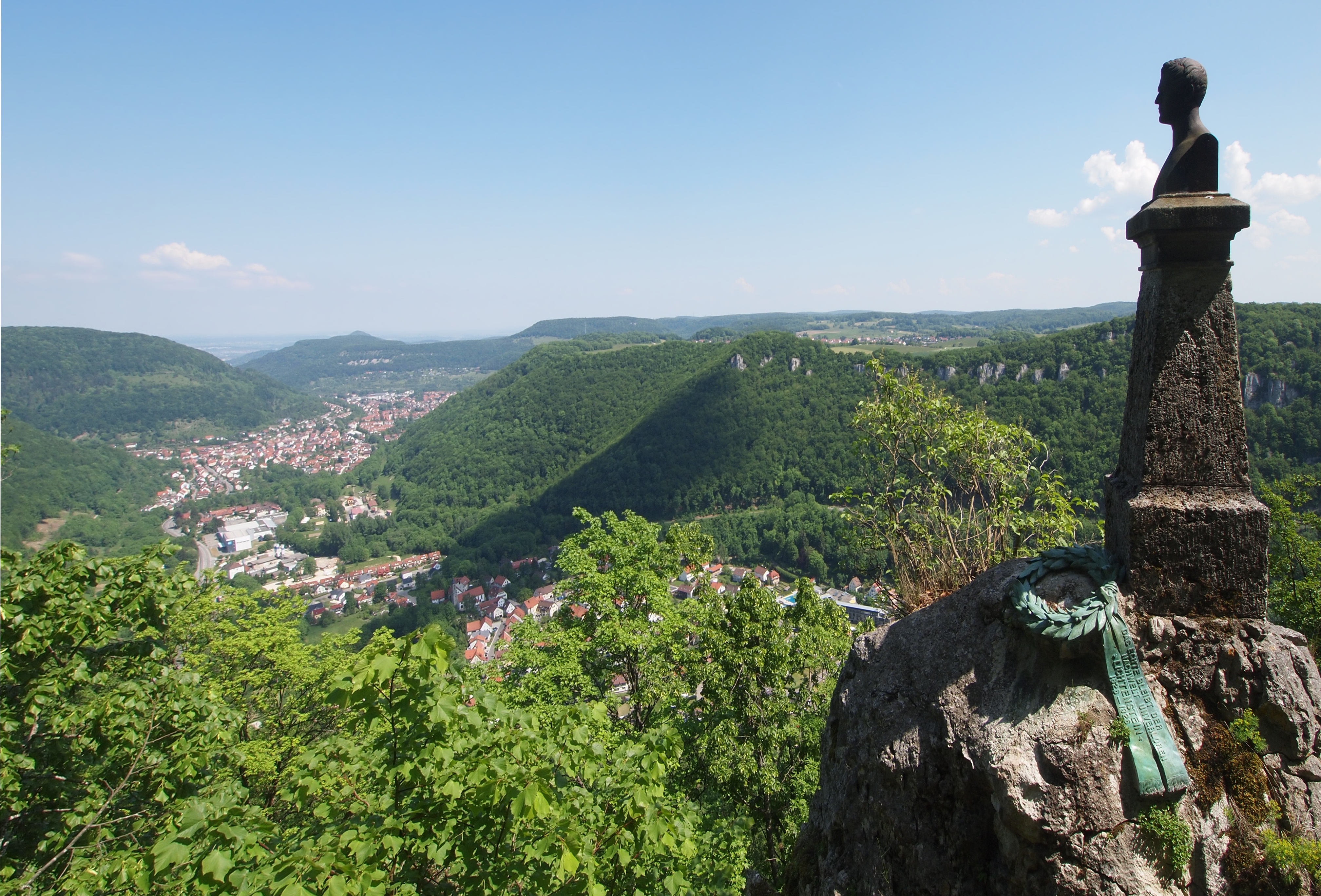
Blick vom Hauff-Denkmal bei Schloss Lichtenstein auf die Ortsteile

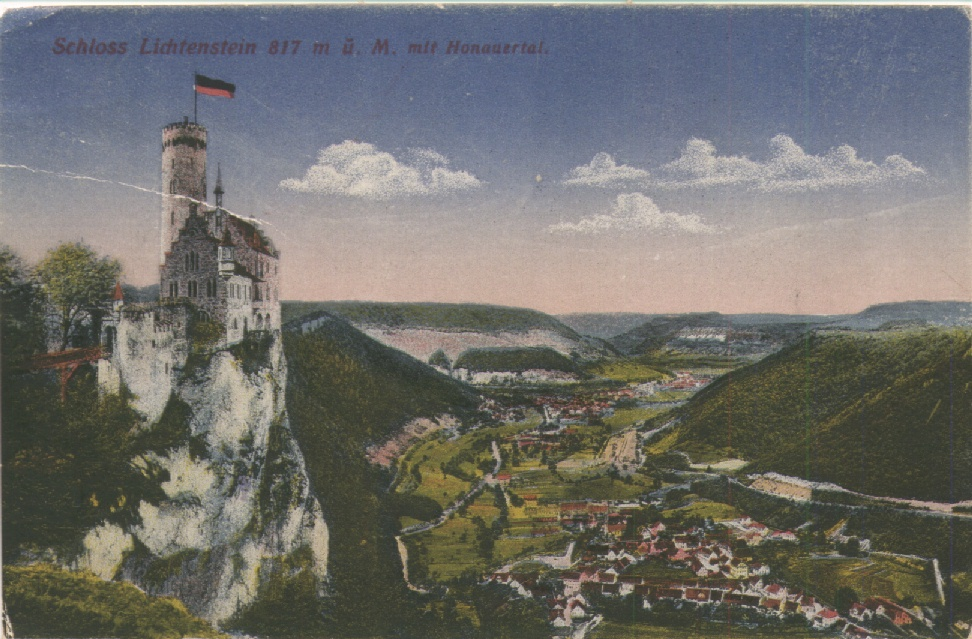
Postkarte von 1919: Blick nach Norden über das Echaztal mit Schloss Lichtenstein

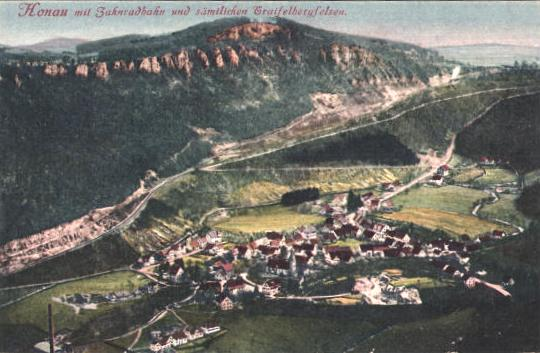
Blick Richtung Südosten auf das historische Honau und den Traifelberg mit seiner markanten Felsenkette (Postkarte von 1905). Diagonal durch das Bild verläuft die 1969 stillgelegte Zahnradbahn Honau–Lichtenstein

### Von der Vorgeschichte zum Hochmittelalter
Sowohl in Honau als auch in Holzelfingen wurden archäologisch Nachweise für alemannische Siedlungen erbracht. Des Weiteren weisen Funde von römischen Utensilien auf Honauer Gemarkung darauf hin, dass das Gebiet des heutigen Lichtenstein in der Antike an einer Römerstraße gelegen haben könnte.
Während der Frankenherrschaft im Mittelalter gehörten die Orte auf dem heutigen Gemeindegebiet zum Pfullichgau des Herzogtums Schwaben.

### Erste Nachweise und Entwicklungen der Ortschaften
Der Name Holzelfingen geht vermutlich auf den alten Vornamen Holzulf zurück. Die erste urkundliche Erwähnung als Holtelvingen war im Jahr 1220. Damals war die Burg Greifenstein (heute Ruine) von den Herren von Greifenstein bewohnt, die im Lauf der Zeit in den Ruf von Raubrittern kamen, von der bäuerlichen Bevölkerung zunehmend gefürchtet und gehasst. Nachdem 1311 das benachbarte Adelsgeschlecht, die Herren von Lichtenstein, während des Reichskriegs durch die Truppen Graf Eberhards von Württemberg besiegt worden waren, verkaufte Ritter Schwigger, der letzte bekannte Angehörige der Herren von Greifenstein, 1355 sein Gut mitsamt Holzelfingen an Württemberg.
Früher als die Nachbargemeinden fiel Honau an das Haus Württemberg, zuerst unter der Herrschaft der Grafen von Achalm, immer bedrängt durch die Adelshäuser der Umgebung, den Lichtensteinern und den Greifensteinern.
Die Orte unterstanden bis zum Beginn des 19. Jahrhunderts dem seit 1534 evangelischen Klosteramt Pfullingen des Herzogtums Württemberg.
Während des Dreißigjährigen Krieges zwischen 1618 und 1648 wurden alle Ortschaften auf der heutigen Gemarkung Lichtensteins mehrmals von der Soldateska der durchziehenden Landsknechts-Truppen heimgesucht und geplündert.

### Vom 19. Jahrhundert zur Gegenwart

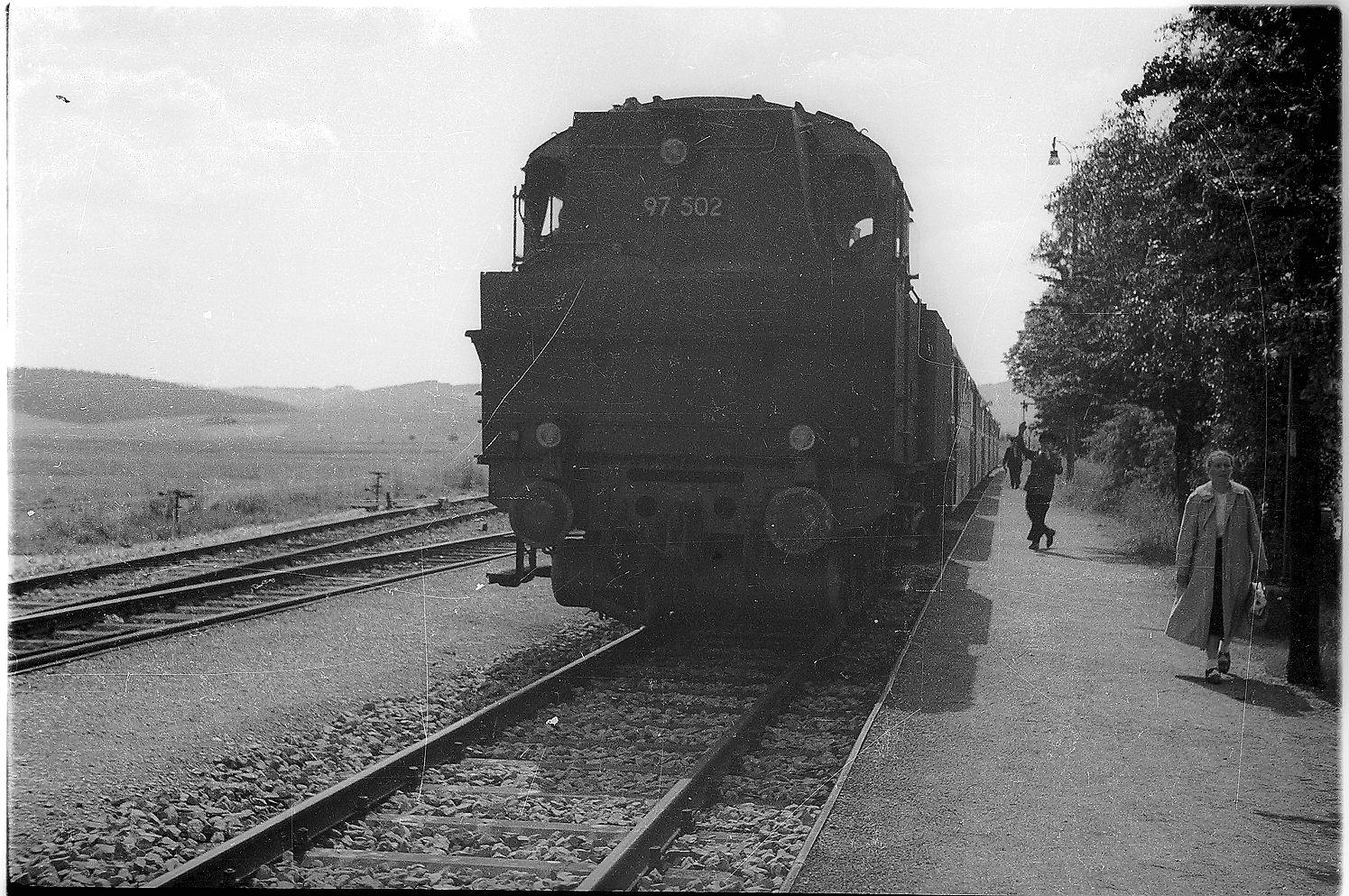
Zahnraddampflok 97 002 mit Schienenbus 1960 in Lichtenstein

Die vier altwürttembergischen Orte Holzelfingen und Honau als auch Ober- und Unterhausen wurden nach der 1806 erfolgten Errichtung des Königreichs Württemberg im Zuge der neuen Verwaltungsgliederung dem Oberamt Reutlingen unterstellt. In den Jahren 1892 und 1893 brachte die Eröffnung der Echaztalbahn die Anbindung an das Streckennetz der Württembergischen Staatseisenbahnen.
Schon im Jahre 1930 kam es zur Eingemeindung des Ortes Oberhausen in die Gemeinde Unterhausen. Die Verwaltungsreform während der NS-Zeit in Württemberg führte 1938 zur Zugehörigkeit zum Landkreis Reutlingen.
Nach dem Zweiten Weltkrieg fielen die Ortschaften in die Französische Besatzungszone und kamen somit zum neu gegründeten Land Württemberg-Hohenzollern, welches 1952 im Land Baden-Württemberg aufging.

### Eingemeindungen
Am 1. Januar 1975 wurden die Gemeinden Holzelfingen und Honau nach Unterhausen eingemeindet. Die Gemeinde wurde in Lichtenstein umbenannt.

### Namensgebung
Die Gemeinde Lichtenstein wurde nach dem das obere Echaztal überragenden Schloss Lichtenstein benannt, das in den frühen 1840er Jahren gemäß den damaligen Vorstellungen einer mittelalterlichen Burg im Auftrag des Grafen Wilhelm von Württemberg (späterer Herzog von Urach) erbaut worden war. Die Anregung für diesen Bau im Stil der Romantik lieferte der historische Roman Lichtenstein von Wilhelm Hauff, der seinerseits die ehemalige Burg Lichtenstein zum Vorbild hatte, die zwischen 1150 und 1200 durch das im Spätmittelalter ausgestorbene Adelsgeschlecht der Lichtensteiner erbaut worden war; – eine Burg, die bereits Ende des 14. Jahrhunderts während des schwäbischen Städtekriegs durch die Truppen der freien Reichsstadt Reutlingen zerstört wurde und danach zerfiel. Reste der Ruine befinden sich heute nur wenige hundert Meter südöstlich vom Standort des gegenwärtigen Schlosses entfernt.

## Religionsgemeinschaften

### Evangelische Kirche

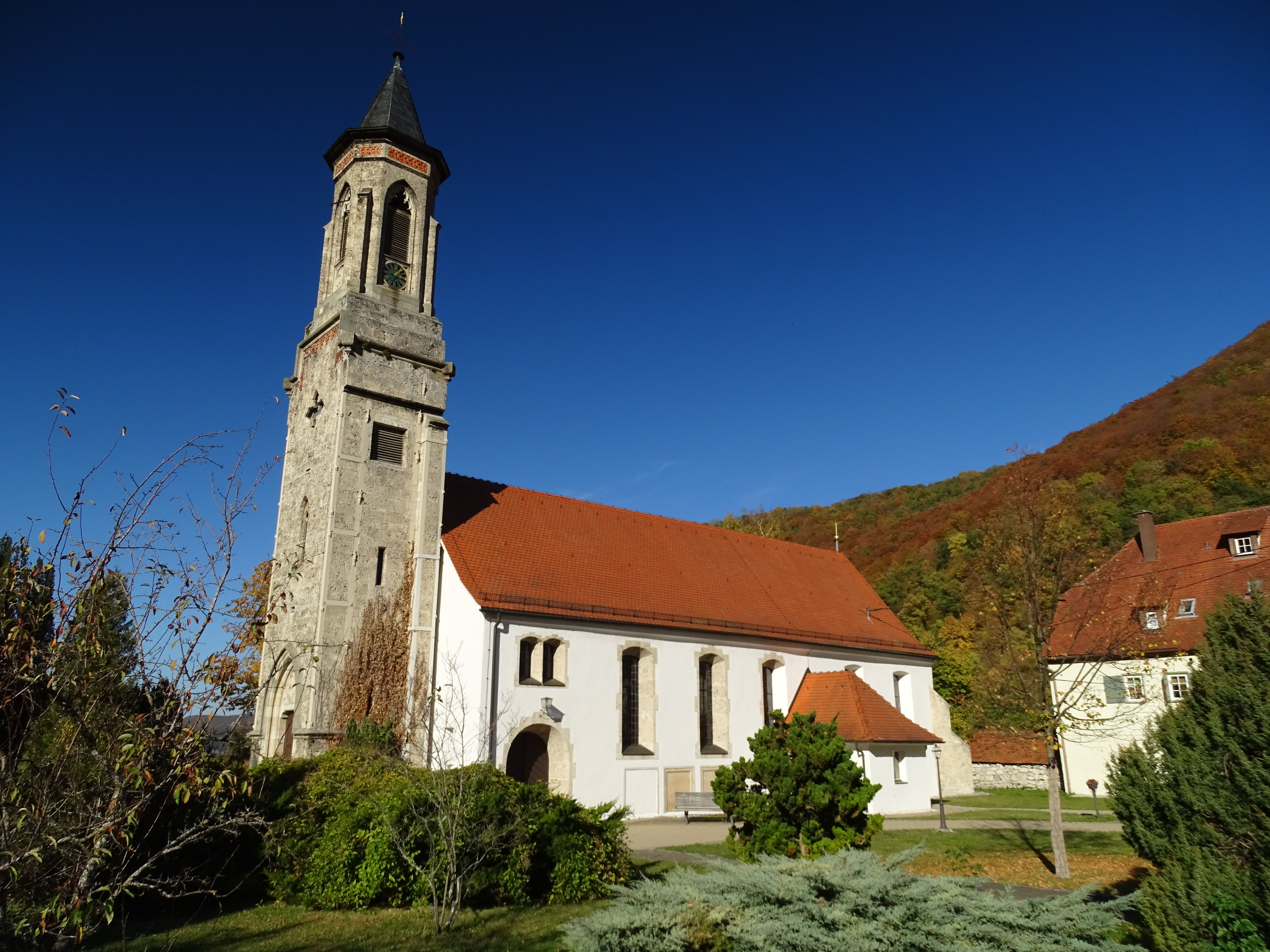
Galluskirche Honau

Seit der in Württemberg 1534 erfolgten Reformation waren die Dörfer evangelisch geprägt. Derzeit gibt es einerseits die evangelische Gesamtkirchengemeinde Unterhausen-Honau. Diese evangelische Kirchengemeinde verfügt über drei historische Gotteshäuser. Die Johanneskirche, deren Anfänge auf das 10. Jahrhundert datieren, befindet sich im Ortsteil Unterhausen. Im ehemaligen Ortsteil Oberhausen werden die Erlöserkirche und in Honau die Gallus-Kirche als Stätten für den Gottesdienst genutzt. Zwei Gemeindehäuser und ein Kindergarten gehören ebenfalls zur Gesamtkirchengemeinde. Eine separate Gemeinde ist andererseits die evangelische Kirchengemeinde Holzelfingen um die St. Blasius-Kirche, deren Pfarrer gleichzeitig den St. Johanner Teilort Ohnastetten bedient. Die Gemeinden gehören zum Kirchenbezirk Reutlingen in der Evangelischen Landeskirche.

### Methodistische Kirche
Die Evangelisch-methodistische Kirche ist in Lichtenstein durch drei Ortsgemeinden präsent, die pastoral von einem Pfarramt betreut werden. Die Gotteshäuser der Freikirche befinden sich in Unterhausen am Friedhofweg, in Honau an der Heerstraße und in Holzelfingen an der Honauer Straße.

### Katholische Kirche
Für die Katholiken gibt es die vom Pfarramt Pfullingen in der Seelsorgeeinheit Echaztal  betreute Filialkirchengemeinde des Hl. Bruder Konrad in Unterhausen, die alle drei Teilorte Lichtensteins abdeckt. Diese römisch-katholische Gemeinde entstand 1926 und bekam 1935 eine eigene Kirche, die St. Konrad-Kirche. Sie gehört zum Dekanat Reutlingen-Zwiefalten der Diözese Rottenburg-Stuttgart. Zur katholischen Gemeinde gehört auch ein Kindergarten.

### Neuapostolische Kirche
Die Neuapostolische Kirchengemeinde trifft sich zum Gottesdienst in ihrem Gemeindezentrum an der Friedenstraße in Unterhausen. Sie gehört zum neuapostolischen Kirchenbezirk Reutlingen.

## Politik

### Gemeinderat
In Lichtenstein wird der Gemeinderat nach dem Verfahren der unechten Teilortswahl gewählt. Dabei kann sich die Zahl der Gemeinderäte durch Überhangmandate verändern. Der Gemeinderat besteht nach der letzten Wahl aus den gewählten 21 (vorher:22) ehrenamtlichen Gemeinderäten und dem Bürgermeister als Vorsitzendem. Der Bürgermeister ist im Gemeinderat stimmberechtigt. Die Kommunalwahl am 9. Juni 2024 führte zu folgendem Ergebnis. 
| Parteien und Wählergemeinschaften | Parteien und Wählergemeinschaften                       | % 2024  | Sitze 2024 | % 2019 | Sitze 2019 | Kommunalwahl 2024 %403020100 36,09 %32,64 %17,76 %13,52 % FWCDUSPDOGLGewinne und Verlusteim Vergleich zu 2019 %p 8 6 4 2 0 −2 −4 −6 −8+6,79 %p+5,24 %p−4,54 %p−7,38 %pFWCDUSPDOGL |
| FW                                | Freie Wählervereinigung                                 | 36,09   | 7          | 29,3   | 6          | Kommunalwahl 2024 %403020100 36,09 %32,64 %17,76 %13,52 % FWCDUSPDOGLGewinne und Verlusteim Vergleich zu 2019 %p 8 6 4 2 0 −2 −4 −6 −8+6,79 %p+5,24 %p−4,54 %p−7,38 %pFWCDUSPDOGL |
| CDU                               | Christlich Demokratische Union Deutschlands/Bürgerliste | 32,64   | 7          | 27,4   | 6          | Kommunalwahl 2024 %403020100 36,09 %32,64 %17,76 %13,52 % FWCDUSPDOGLGewinne und Verlusteim Vergleich zu 2019 %p 8 6 4 2 0 −2 −4 −6 −8+6,79 %p+5,24 %p−4,54 %p−7,38 %pFWCDUSPDOGL |
| SPD                               | Sozialdemokratische Partei Deutschlands                 | 17,76   | 4          | 22,3   | 5          | Kommunalwahl 2024 %403020100 36,09 %32,64 %17,76 %13,52 % FWCDUSPDOGLGewinne und Verlusteim Vergleich zu 2019 %p 8 6 4 2 0 −2 −4 −6 −8+6,79 %p+5,24 %p−4,54 %p−7,38 %pFWCDUSPDOGL |
| OGL                               | Offene Grüne Liste Lichtenstein                         | 13,52   | 3          | 20,9   | 5          | Kommunalwahl 2024 %403020100 36,09 %32,64 %17,76 %13,52 % FWCDUSPDOGLGewinne und Verlusteim Vergleich zu 2019 %p 8 6 4 2 0 −2 −4 −6 −8+6,79 %p+5,24 %p−4,54 %p−7,38 %pFWCDUSPDOGL |
| gesamt                            | gesamt                                                  | 100,0   | 21         | 100,0  | 22         | Kommunalwahl 2024 %403020100 36,09 %32,64 %17,76 %13,52 % FWCDUSPDOGLGewinne und Verlusteim Vergleich zu 2019 %p 8 6 4 2 0 −2 −4 −6 −8+6,79 %p+5,24 %p−4,54 %p−7,38 %pFWCDUSPDOGL |
| Wahlbeteiligung                   | Wahlbeteiligung                                         | 57,89 % | 57,89 %    | 54,5 % | 54,5 %     | Kommunalwahl 2024 %403020100 36,09 %32,64 %17,76 %13,52 % FWCDUSPDOGLGewinne und Verlusteim Vergleich zu 2019 %p 8 6 4 2 0 −2 −4 −6 −8+6,79 %p+5,24 %p−4,54 %p−7,38 %pFWCDUSPDOGL |

Die Ortschaftsräte der Ortschaften Holzelfingen und Honau bestehen aus jeweils neun Mitgliedern.

### Bürgermeister
- 1975–1987: Ernst Braun (parteilos)
- 1987–2011: Helmut Knorr (CDU)
- seit 2011: Peter Nußbaum (parteilos)

Der Bürgermeister wird für eine Amtszeit von acht Jahren gewählt. Die dritte und letzte Amtszeit von Helmut Knorr endete am 2. Januar 2011. Am 13. Januar 2011 wurde der parteilose Diplom-Verwaltungswirt Peter Nußbaum, der sich bei der Bürgermeisterwahl am 24. Oktober 2010 mit 62,1 % der abgegebenen Wählerstimmen gegen den Amtsinhaber Knorr (26,7 %) und zwei weitere Kandidaten im ersten Wahlgang durchgesetzt hatte, als Lichtensteiner Bürgermeister vereidigt.

### Wappen
| Wappen der Gemeinde Lichtenstein | Blasonierung: „In Blau ein silberner (weißer) Adlerflügel.“ |
| Wappen der Gemeinde Lichtenstein | Wappenbegründung: Die Gemeinde Unterhausen hat anlässlich der Eingliederung von Holzelfingen und Hönau am 1. Januar 1975 ihren Namen und ihr Wappen abgelegt und vereinbarungsgemäß den Namen des bekannten Schlosses Lichtenstein angenommen. Der Namenswahl entsprechend griff sie auf das Wappen des ausgestorbenen Adelsgeschlechtes der Herren von Lichtenstein zurück. Das Wappen wurde der Gemeinde – zusammen mit der Flagge – am 13. August 1975 vom Innenministerium verliehen. |

Wappen der Stadtteile

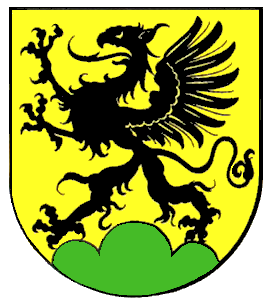
Holzelfingen
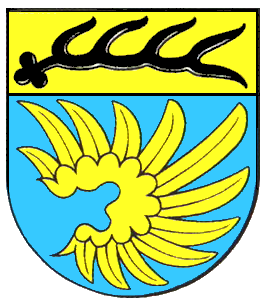
Honau
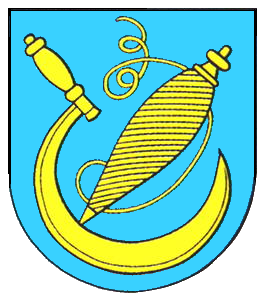
Unterhausen
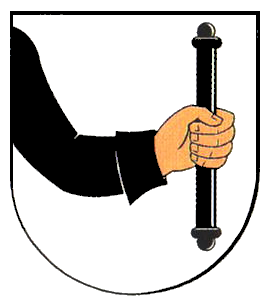
Oberhausen (zu Unterhausen)

### Gemeindepartnerschaft
Lichtenstein pflegt seit 1993 eine Partnerschaft mit der französischen Gemeinde Voreppe im Département Isère.

„Wir, die Bürgermeister von Voreppe und Lichtenstein gewiß, dem intensiven Verlangen und den wirklichen Bedürfnissen unserer Bevölkerung zu entsprechen, in voller Kenntnis, daß sich der Lauf der Geschichte in einer erweiterten Welt fortsetzen muß, überzeugt davon, daß diese Welt nur wirklich menschlich sein wird, in dem Maße, wie die Menschen in freiem Gemeinwesen frei leben werden, gehen an diesem Tage die feierliche Verpflichtung ein, ständige Verbindungen zwischen unseren Gemeinden zu unterhalten, in allen Bereichen den Austausch zwischen ihren Einwohnern zu fördern, und durch besseres gegenseitiges Verständnis lebendige Gefühle der menschlichen Verbundenheit zu entwickeln, wofür die Zusammenführung unserer Völker ein wesentliches Element ist.  –  Lichtenstein, den 15. Mai 1993
Helmut Knorr, Bürgermeister von Lichtenstein; Michel Hannoun, Bürgermeister von Voreppe“

## Kultur und touristische Eigenheiten

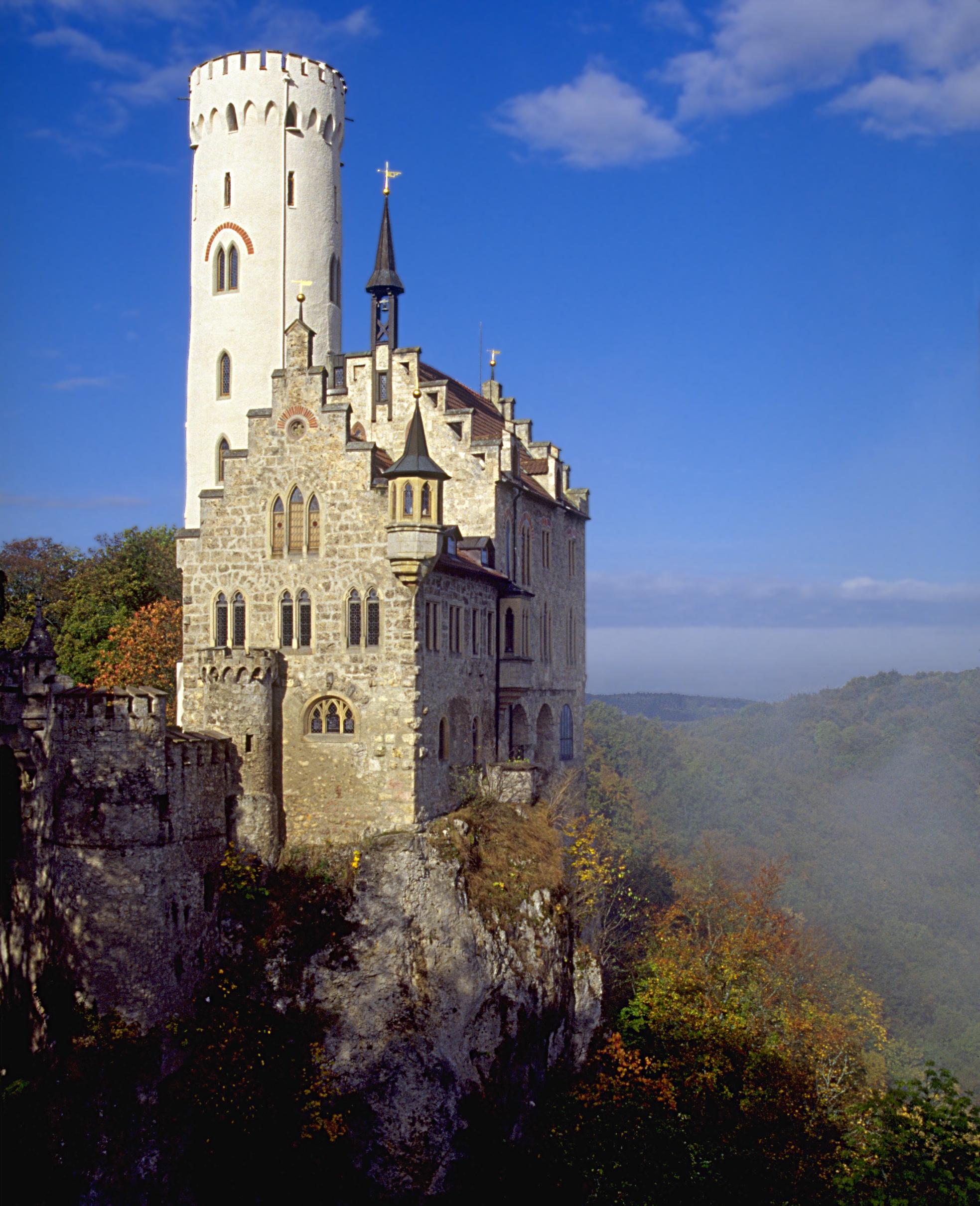
Schloss Lichtenstein, Südost-Ansicht (Herbst 2001)

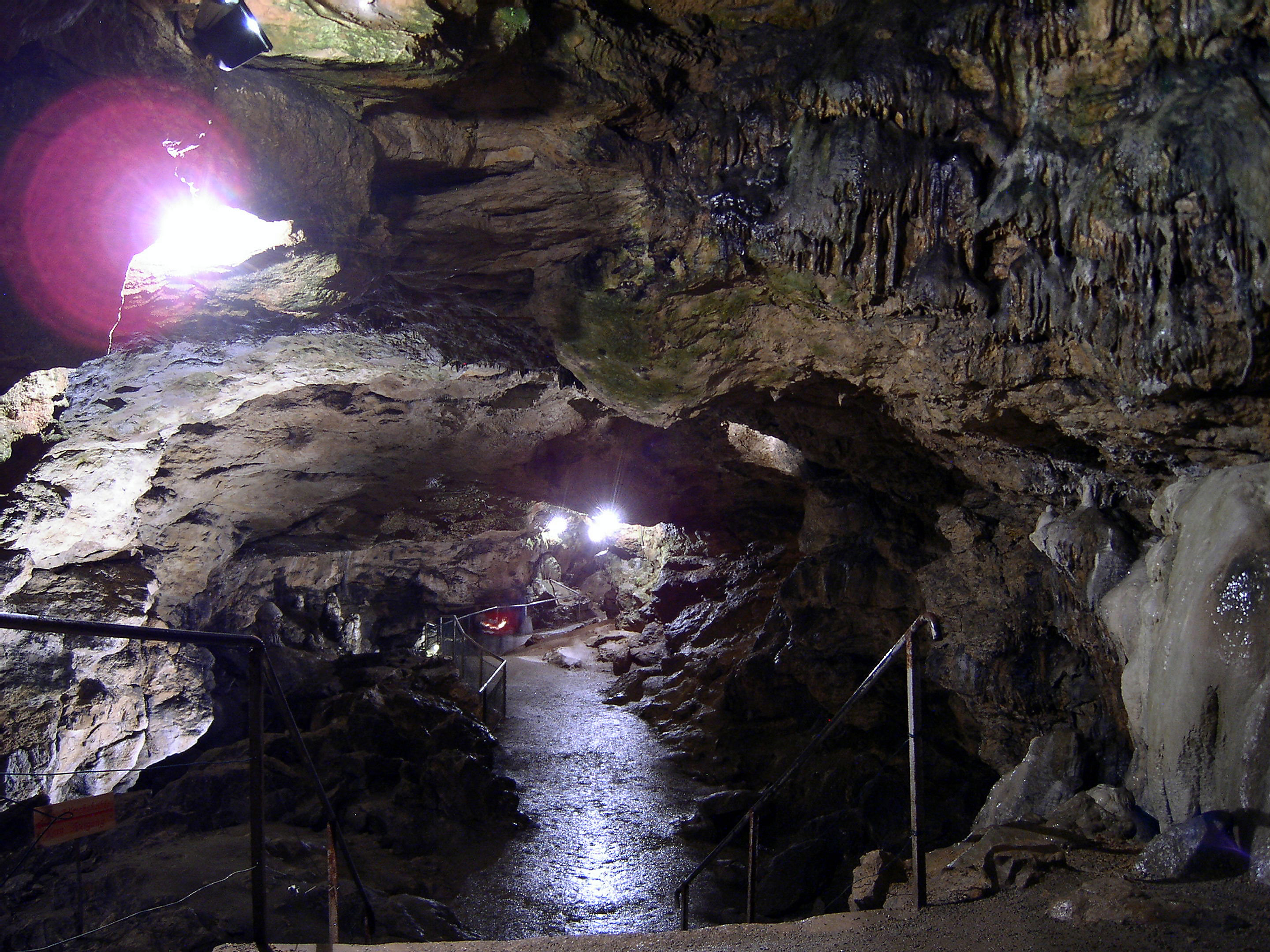
Nebelhöhle (2006)

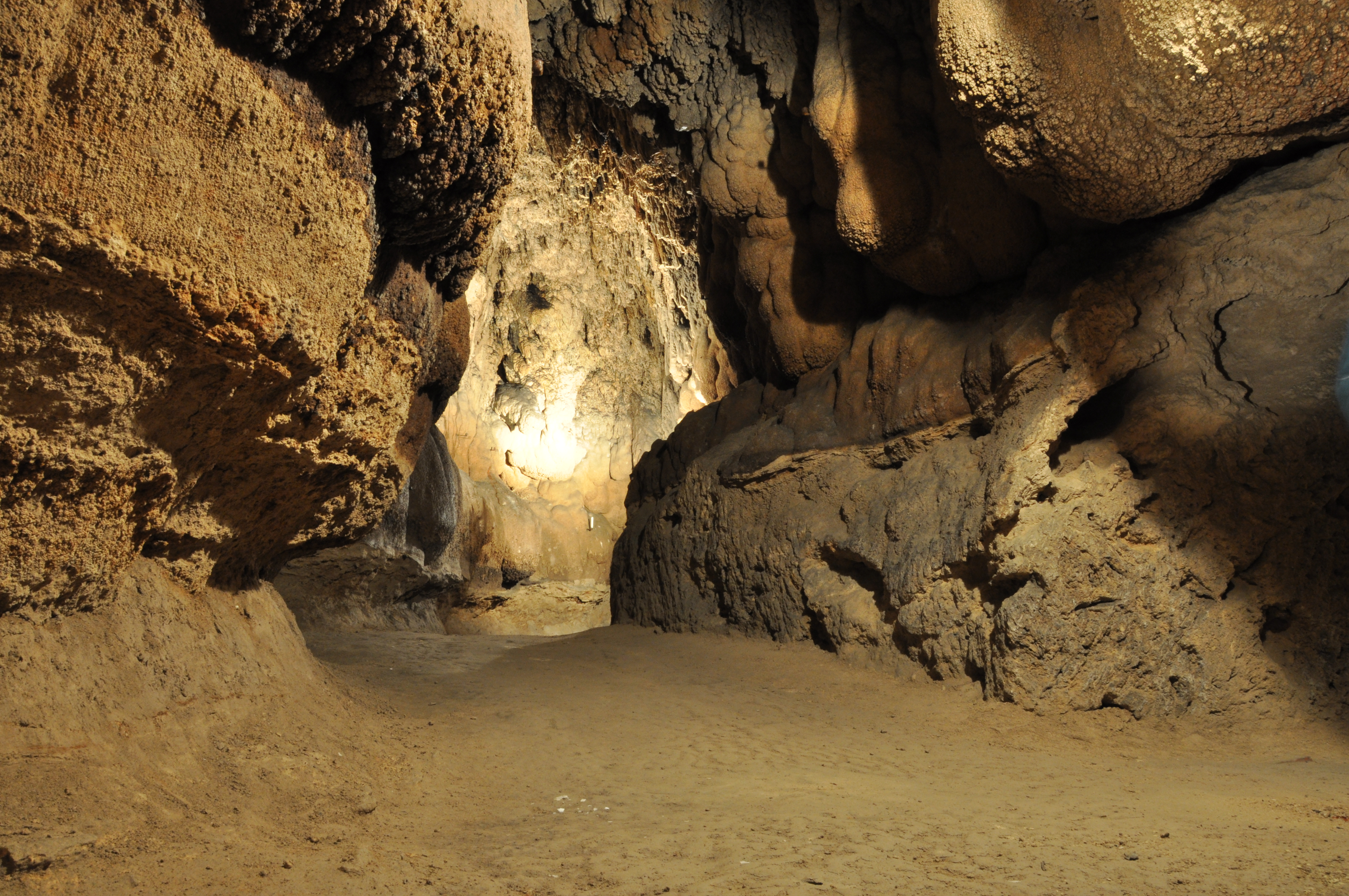
Olgahöhle in Honau (2009)

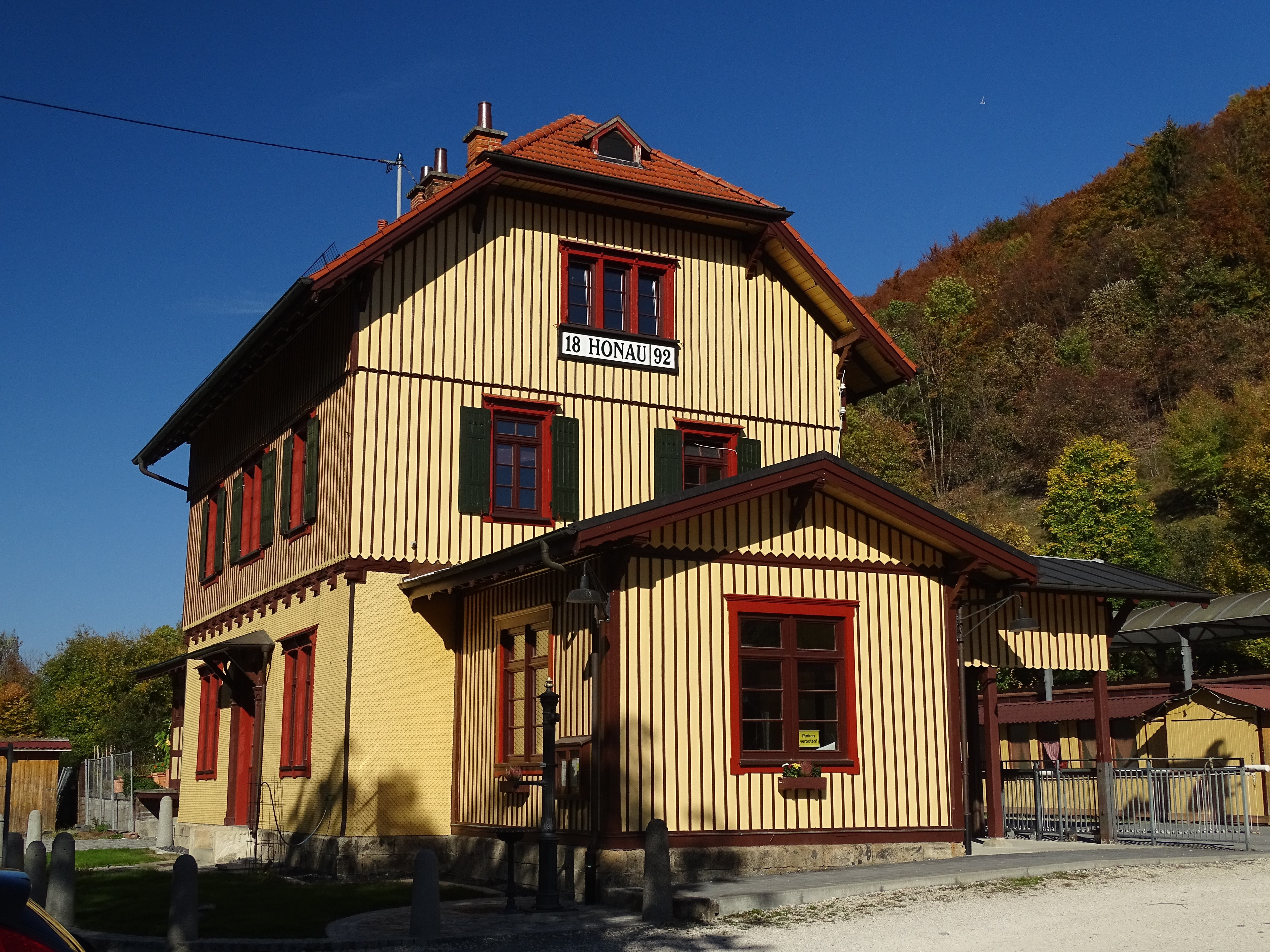
Bahnhof Honau

### Historische Bauwerke
- Sankt-Blasius-Kirche in Holzelfingen
- Schloss Lichtenstein
  - unweit davon entfernt Burgruine Alt-Lichtenstein
- Johanneskirche in Unterhausen mit ihren Fresken[13]
- Burgruine Greifenstein
- Kulturdenkmal (ehemaliger) Bahnhof Honau
  - Siehe dazu auch Zahnradbahn Honau–Lichtenstein
- Galluskirche in Honau
- Erlöserkirche in Unterhausen (ehemalig Oberhausen)
- Karl-Bröger-Schule (ursprünglich „Herbert-Norkus-Schule“)

Siehe auch die Liste der Kulturdenkmale in Lichtenstein (Württemberg).

### Museen
- Wilhelm-Hauff-Museum in Honau
- Mimus Mineralienmuseum in Unterhausen

### Naturdenkmäler
- Nebelhöhle (830 m Länge)
- Olgahöhle (125 m Länge)
- Goldloch
- Echazquelle (bei Honau)
- Ziegelbrunnen (Tuffsteinbildung)

### Regelmäßige Veranstaltungen
- Neujahrstag: Handball-Neujahrsturnier
- 30. April: Rockbierfest in Honau
- 1. Mai: Bockbierfest in Honau
- Christi Himmelfahrt: Göllesbergfest und Olgahöhlenfest
- Pfingsten: Nebelhöhlenfest
- Zwischen Pfingsten und den Sommerferien: Lichtensteiner Kinder- und Jugendaktionstag
- Anfang Juli (alle 2 Jahre): Straßenfest an der Echaz – „Goas-Garda“-Fest[14]
- Erster Freitag in den Sommerferien: Beachparty im Freibad Honau
- Letzte Woche der Sommerferien: Kinderbibelwoche
- Oktober Feuerwehrgottesdienst und Bayrisches Frühstück der Freiwilligen Feuerwehr in Unterhausen
- Zweites Adventswochenende: Lichtensteiner Weihnachtsmarkt rund um den Bahnhof Honau.

### Sport
- Skilift Traifelberg[15]
- Wintersportarena Holzelfingen
- Lichtensteinloipe

## Wirtschaft und Infrastruktur

### Betriebe und Gewerbe
Wirtschaftlich ist die Gemeinde geprägt von mittelständischen Klein- und Handwerksbetrieben. Auf dem an der nördlichen Ortsgrenze Lichtensteins gelegenen Gelände der 1993 stillgelegten Baumwollspinnerei Unterhausen (BSU), dem über 140 Jahre mit bis zu 380 Beschäftigten größten Industriebetrieb der Gemeinde, befindet sich heute ein Gewerbepark mit Niederlassungen unterschiedlicher Kleinfirmen. Der mit etwa 200 Mitarbeitern gegenwärtig größte Industriebetrieb Lichtensteins ist die Baumann GmbH am südlichen Ende Unterhausens als deutsche Niederlassung der Schweizer Firma Baumann Federn AG. Ansonsten gehört Lichtenstein infrastrukturell vor allem zum Einzugsbereich des Großraums Stuttgart, insbesondere Reutlingens.

### Bodennutzung
Insbesondere auf der Albhochfläche ist auch noch eine relevante land- und forstwirtschaftliche Nutzung eines Teils des Gemeindegebiets von wirtschaftlich-struktureller Bedeutung.
Im Ortsteil Honau, der wegen der Nähe des Schlosses Lichtenstein einen überregionalen touristischen Attraktionswert hat, befindet sich nur wenige hundert Meter von der Echazquelle entfernt eine regional relativ bekannte Bachforellenzucht, die zu einem örtlichen Hotel und Restaurant gehört, wo die Forelle in verschiedenen Zubereitungsarten als kulinarische Spezialität gilt.

### Verkehr

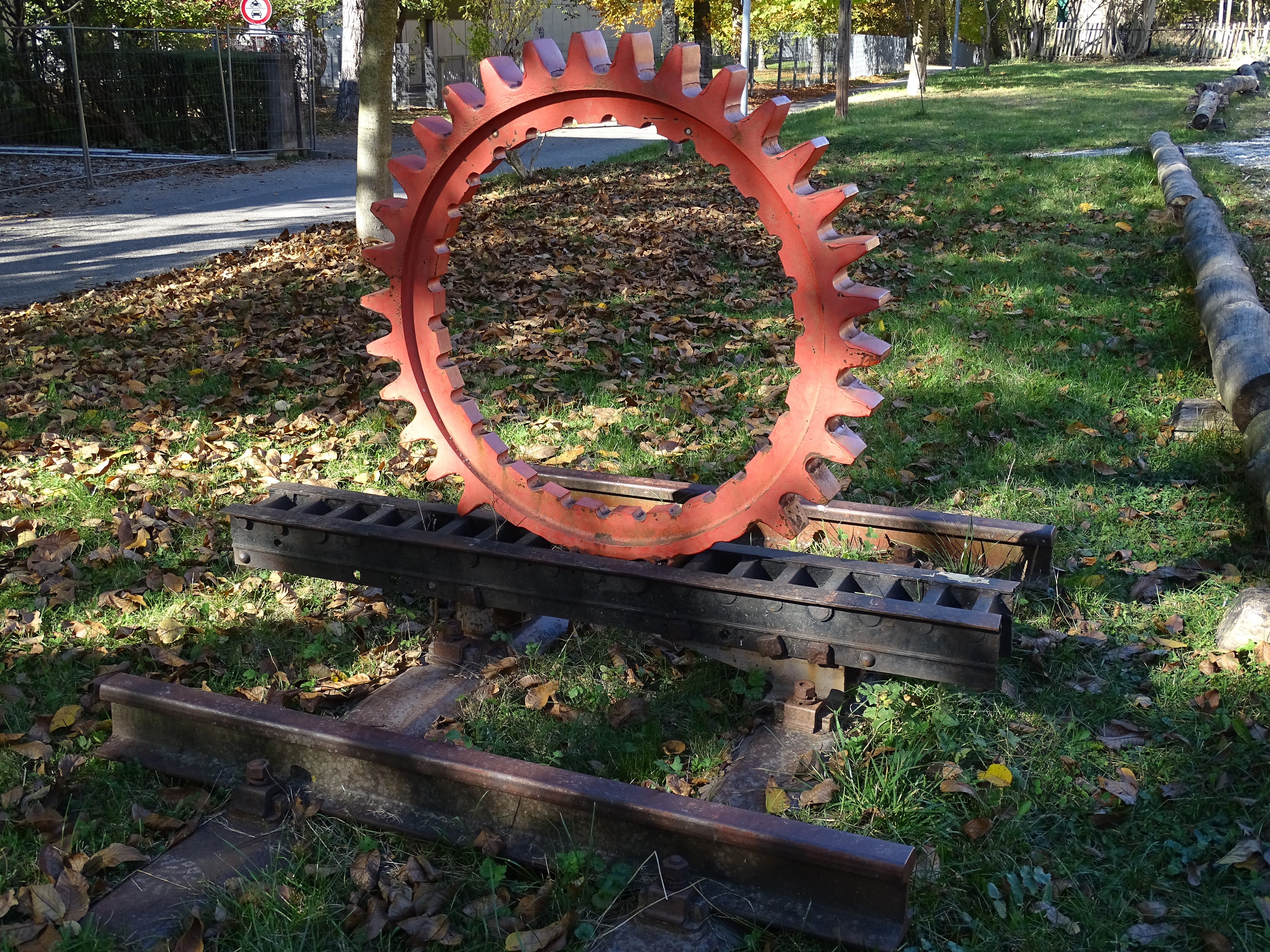
Zahnrad und Schienenabschnitt der Zahnradbahn in Honau

Durch die Gemeinde führt die B 312 entlang des Echaztales durch die Ortsteile Unterhausen und Honau auf die Albhochfläche (Honauer Steige). Die Landesstraße L 387 zweigt in Unterhausen von dieser ab und erschließt den Ortsteil Holzelfingen (Holzelfinger Steige). Die L 230 verbindet die Gemeinden Lichtenstein und Sonnenbühl.
Der Öffentliche Nahverkehr wird durch den Verkehrsverbund Neckar-Alb-Donau (NALDO) gewährleistet. Die Gemeinde befindet sich in der Wabe 223. Durch die Gemeinde führen unter anderem Buslinien nach Reutlingen, Münsingen oder Gammertingen. Bereits 1969 wurde der Zahnradabschnitt Honau–Lichtenstein der Bahnstrecke Reutlingen–Schelklingen abgebaut.
Über eine Alltagsradroute aus dem Radnetz Baden-Württemberg ist Lichtenstein über Pfullingen mit Reutlingen und über Engstingen mit Münsingen verbunden. Der Schwäbische-Alb-Radweg führt als Landes-Fernradweg am Schloss Lichtenstein vorbei; er führt vom Bodensee nach Donauwörth und dabei von Sonnenbühl (Undingen und Genkingen) kommend in das Gemeindegebiet und weiter nach Münsingen.

## Persönlichkeiten
- Karl von Camerer (1801–1863), geboren in Unterhausen, Jurist, Landtagsabgeordneter
- Johann Georg Fetzer (1845–1909), baptistischer Theologe
- Karl Gero von Urach (1899–1981), Oberhaupt des Hauses Urach
- Emil Kübler (1909–1981), Komponist und Kirchenmusiker
- Rainer Höh (* 1955), Abenteurer, Übersetzer und Reiseschriftsteller
- Torsten Traub (* 1975), ehemaliger Fußballspieler
- Sven Schipplock (* 1988), ehemaliger Fußballspieler, aufgewachsen in Honau
- Benjamin Goller (* 1999), Fußballspieler, aufgewachsen in Holzelfingen